# Vega Gimeno Martínez
Vega Gimeno Martínez (València, 8 de gener de 1991) és una jugadora de bàsquet valenciana.
Aler pivot, començà a practicar el basquetbol al Col·legi El Pilar de València i completà la seva formació al Segle XXI. Competí a la NCAA amb la Universitat Robert Morris (2009-10) i la temporada següent debutà a la Lliga Femenina amb el Rivas Ecópolis. Amb l'equip madrileny guanyà una Lliga Femenina (2013-14) i dos Copes de la Reina (2011, 2013). Posteriorment, jugà al Gran Canaria 2014 (2014-15), Embutidos Pajariel Bembibre (2015-17), Mann-Filter Casablanca (2017-202) i Ensino Lugo (2020-21), on fou la millor anotadora nacional de la temporada. La temporada 2021-22 fitxà pel Casademont Zaragoza i amb el qual ha aconseguit una Copa de la Reina (2023). Internacional amb la selecció espanyola en categories inferiors, es proclamà campiona d'Europa sub-18 (2009) i sub-20 (2011). Amb el combinat absolut, ha sigut internacional al Preeuropeu de 2016.
També ha competit en la modalitat de 3x3. Ha sigut internacional amb la selecció espanyola en setanta-sis ocasions i s'ha proclamant campiona d'Europa (2021), juntament amb Sandra Ygueravide, Marta Canella i Aitana Cuevas, i subcampiona (2023).

## Palmarès
Clubs
- 1 Lliga espanyola de bàsquet femenina (2013-14)
- 3 Copes espanyoles de bàsquet femenina (2011, 2013, 2023)

Selecció espanyola
- 1 medalla d'argent als Jocs Olímpics de Paris 2024
- 1 medalla d'or al Campionat d'Europa 3x3 (2021)
- 1 medalla d'or al Campionat d'Europa 3x3 (2024)
- 1 medalla d'argent al Campionat d'Europa 3x3 (2023)
- 1 medalla de bronze als Jocs Europeus de Baku 2015